# Liste der Minister für Bundesangelegenheiten von Nordrhein-Westfalen
Liste der Minister für Bundesangelegenheiten von Nordrhein-Westfalen seit 1948.
| Name | Amtsantritt                                                                                                 | Kabinett | Partei |
| Bevollmächtigter beim Länderrat für das Vereinigte Wirtschaftsgebiet der britischen und amerikanischen Zone | Bevollmächtigter beim Länderrat für das Vereinigte Wirtschaftsgebiet der britischen und amerikanischen Zone | Bevollmächtigter beim Länderrat für das Vereinigte Wirtschaftsgebiet der britischen und amerikanischen Zone | Bevollmächtigter beim Länderrat für das Vereinigte Wirtschaftsgebiet der britischen und amerikanischen Zone |
| --- | --- | --- | --- |
| Carl Spiecker                                                                                               | 5. April 1948                                                                                               | Arnold I | Zentrum (bis 1949) CDU (ab 1949)                                                                            |
| Vertreter beim Bund und Mitglied des Bundesrates                                                            | | | |
| Carl Spiecker                                                                                               | 23. Mai 1949                                                                                                | Arnold I | CDU |
| Minister zur Wahrnehmung der Vertretung beim Bund                                                           | | | |
| Carl Spiecker                                                                                               | 1. August 1950                                                                                              | Arnold II                                                                                                   | CDU |
| Minister für Bundesangelegenheiten                                                                          | | | |
| Carl Spiecker                                                                                               | 19. Mai 1953                                                                                                | Arnold II                                                                                                   | CDU |
| Karl Arnold                                                                                                 | 15. Januar 1954                                                                                             | Arnold II                                                                                                   | CDU |
| Artur Sträter                                                                                               | 27. Juli 1954                                                                                               | Arnold III                                                                                                  | CDU |
| Karl Siemsen                                                                                                | 28. Februar 1956                                                                                            | Steinhoff                                                                                                   | SPD |
| Franz Meyers                                                                                                | 24. Juli 1958                                                                                               | Meyers I | CDU |
| Johann Ernst                                                                                                | 12. Oktober 1959                                                                                            | Meyers I | CDU |
| Artur Sträter                                                                                               | 9. August 1960                                                                                              | Meyers I | CDU |
| Gerd Ludwig Lemmer                                                                                          | 26. Juli 1962 25. Juli 1966                                                                                 | Meyers II Meyers III                                                                                        | CDU |
| Fritz Kaßmann                                                                                               | 8. Dezember 1966                                                                                            | Kühn I | SPD |
| Diether Posser                                                                                              | 1. November 1968 28. Juli 1970                                                                              | Kühn I Kühn II                                                                                              | SPD |
| Friedrich Halstenberg                                                                                       | 12. September 1972                                                                                          | Kühn II | SPD |
| Inge Donnepp                                                                                                | 4. Juni 1975                                                                                                | Kühn III | SPD |
| Christoph Zöpel                                                                                             | 9. Februar 1978 20. September 1978                                                                          | Kühn III Rau I                                                                                              | SPD |
| Johannes Rau                                                                                                | 4. Juni 1980                                                                                                | Rau II | SPD |
| Dieter Haak                                                                                                 | 18. August 1980                                                                                             | Rau II | SPD |
| Günther Einert                                                                                              | 14. Dezember 1983 30. Mai 1985                                                                              | Rau II Rau III                                                                                              | SPD |
| Johannes Rau                                                                                                | 12. Juni 1990                                                                                               | Rau IV | SPD |
| Minister für Bundes- und Europaangelegenheiten                                                              | | | |
| Manfred Dammeyer                                                                                            | 17. Juli 1995                                                                                               | Rau V | SPD |
| unbesetzt                                                                                                   | 17. Juni 1998                                                                                               | Clement I                                                                                                   | – |
| Detlev Samland                                                                                              | 27. Juni 2000                                                                                               | Clement II                                                                                                  | SPD |
| Hannelore Kraft                                                                                             | 24. April 2001                                                                                              | Clement II                                                                                                  | SPD |
| Minister im Geschäftsbereich des Ministerpräsidenten                                                        | | | |
| Wolfram Kuschke                                                                                             | 12. November 2002                                                                                           | Steinbrück                                                                                                  | SPD |
| Minister für Bundes-, Europaangelegenheiten und Medien                                                      | | | |
| Wolfram Kuschke                                                                                             | 15. Oktober 2004                                                                                            | Steinbrück                                                                                                  | SPD |
| Minister für Bundes- und Europaangelegenheiten                                                              | | | |
| Michael Breuer                                                                                              | 24. Juni 2005                                                                                               | Rüttgers | CDU |
| Andreas Krautscheid                                                                                         | 24. Oktober 2007                                                                                            | Rüttgers | CDU |
| Minister für Bundesangelegenheiten, Europa und Medien                                                       | | | |
| Andreas Krautscheid                                                                                         | 29. Januar 2008                                                                                             | Rüttgers | CDU |
| Armin Laschet (kommissarisch)                                                                               | 8. März 2010                                                                                                | Rüttgers | CDU |
| Angelica Schwall-Düren                                                                                      | 15. Juli 2010 21. Juni 2012                                                                                 | Kraft I Kraft II                                                                                            | SPD |
| Franz-Josef Lersch-Mense                                                                                    | 1. Oktober 2015                                                                                             | Kraft II | SPD |
| Minister für Bundes- und Europaangelegenheiten, Internationales und Medien                                  | | | |
| Stephan Holthoff-Pförtner                                                                                   | 30. Juni 2017                                                                                               | Laschet | CDU |
| Minister für Bundes- und Europaangelegenheiten sowie Internationales                                        | | | |
| Stephan Holthoff-Pförtner                                                                                   | 31. August 2017 28. Oktober 2021                                                                            | Laschet Wüst I                                                                                              | CDU |
| Minister für Bundes- und Europaangelegenheiten, Internationales sowie Medien                                | | | |
| Nathanael Liminski                                                                                          | 29. Juni 2022                                                                                               | Wüst II | CDU |